# Olga de Hanôver (1884–1958)
Olga Adelaide Luísa Maria Alexandrina Inês (em inglês:  Olga Adelaide Louise Marie Alexandrina Agnes; Gmunden, 11 de julho de 1884 — Gmunden, 21 de setembro de 1958) foi a filha mais nova de Ernesto Augusto, Príncipe Herdeiro de Hanôver e sua esposa a princesa Tira da Dinamarca.

## Biografia
Olga era a filha mais nova de Ernesto Augusto, Príncipe Herdeiro de Hanôver e Tira da Dinamarca, a filha mais nova de Cristiano IX da Dinamarca (1818-1906) e Luísa de Hesse-Cassel (1817 -1898). Olga foi uma tataraneta de Jorge III do Reino Unido (1738-1820) e Carlota de Mecklenburg-Strelitz (1744-1818).
A Princesa Olga residia com sua família em Gmunden e permaneceu solteira durante toda a sua vida. Em 1958, pouco antes da morte de Olga, passou o trono para o seu sobrinho Ernesto Augusto IV de Hanôver, Príncipe de Hanover e sua esposa, a Princesa Ortrud de Schleswig-Holstein-Sonderburg-Glücksburg. Olga morreu de causas naturais em sua casa, Hubertihaus, perto Gmunden, em 21 de setembro de 1958.

## Títulos
- 1884-1958: "Sua Alteza Real Princesa Olga de Hanôver e Cumberland, a princesa da Grã-Bretanha e Irlanda, duquesa de Brunswick-Lüneburg"

## Galeria

Olga no colo da mãe
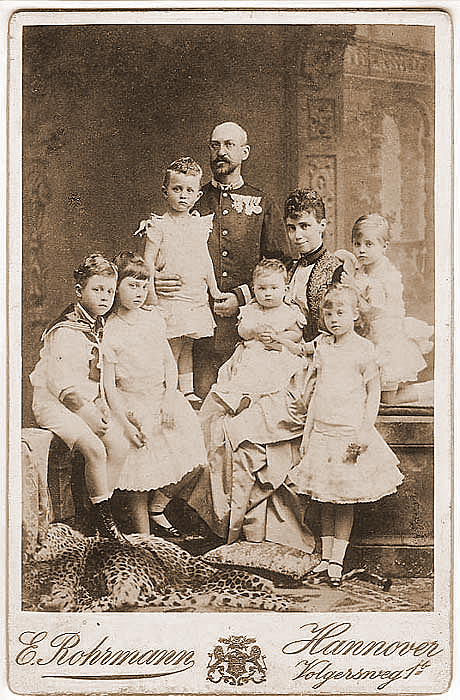